# Teodor I Laskarys
Teodor I Laskarys (gr. Θεόδωρος Αʹ Λάσκαρις) (1174–1222) – cesarz nicejski w latach 1204-1222.

## Życiorys

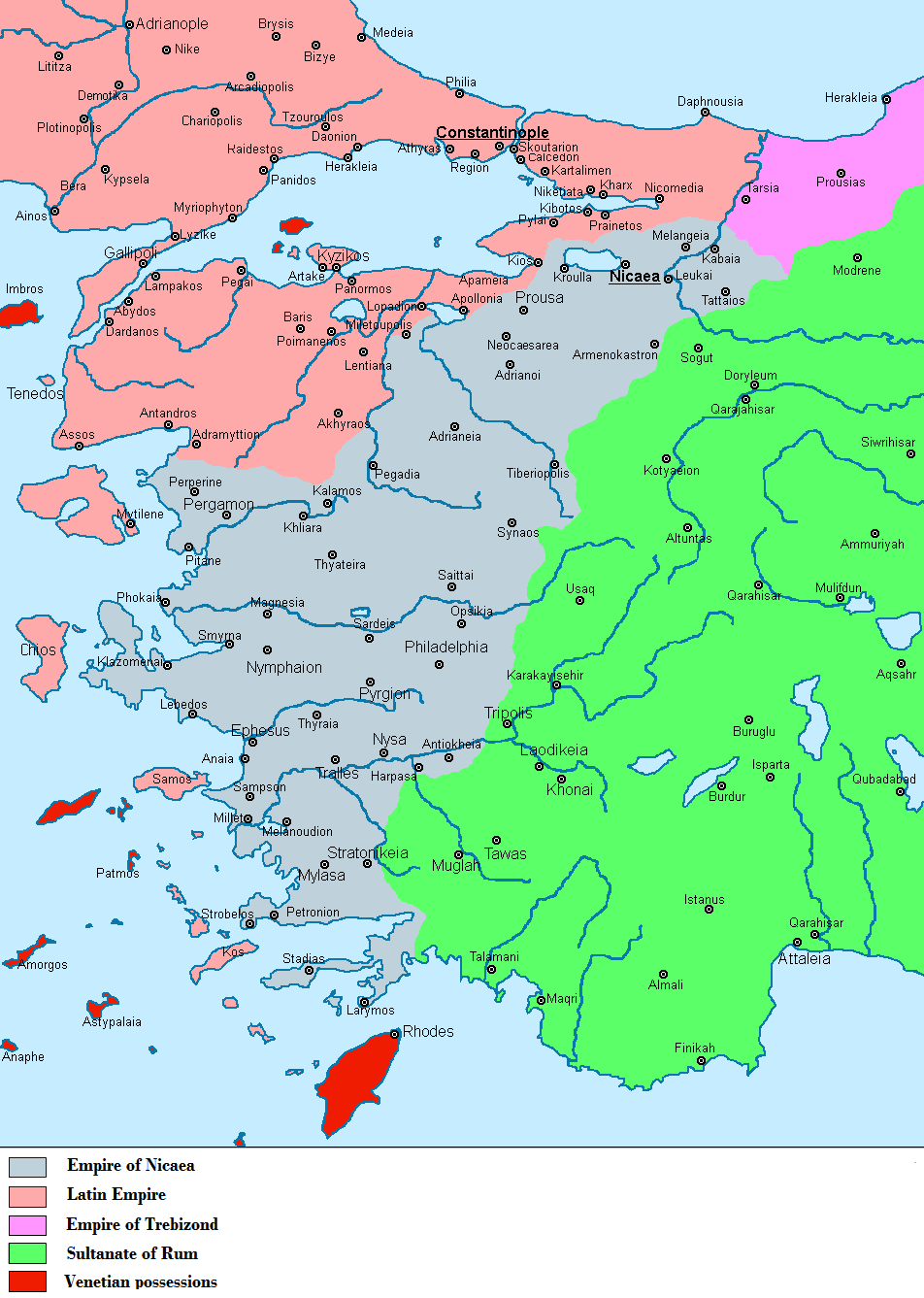
Cesarstwo Nicejskie za panowania Teodora I Laskarysa w 1205 r.

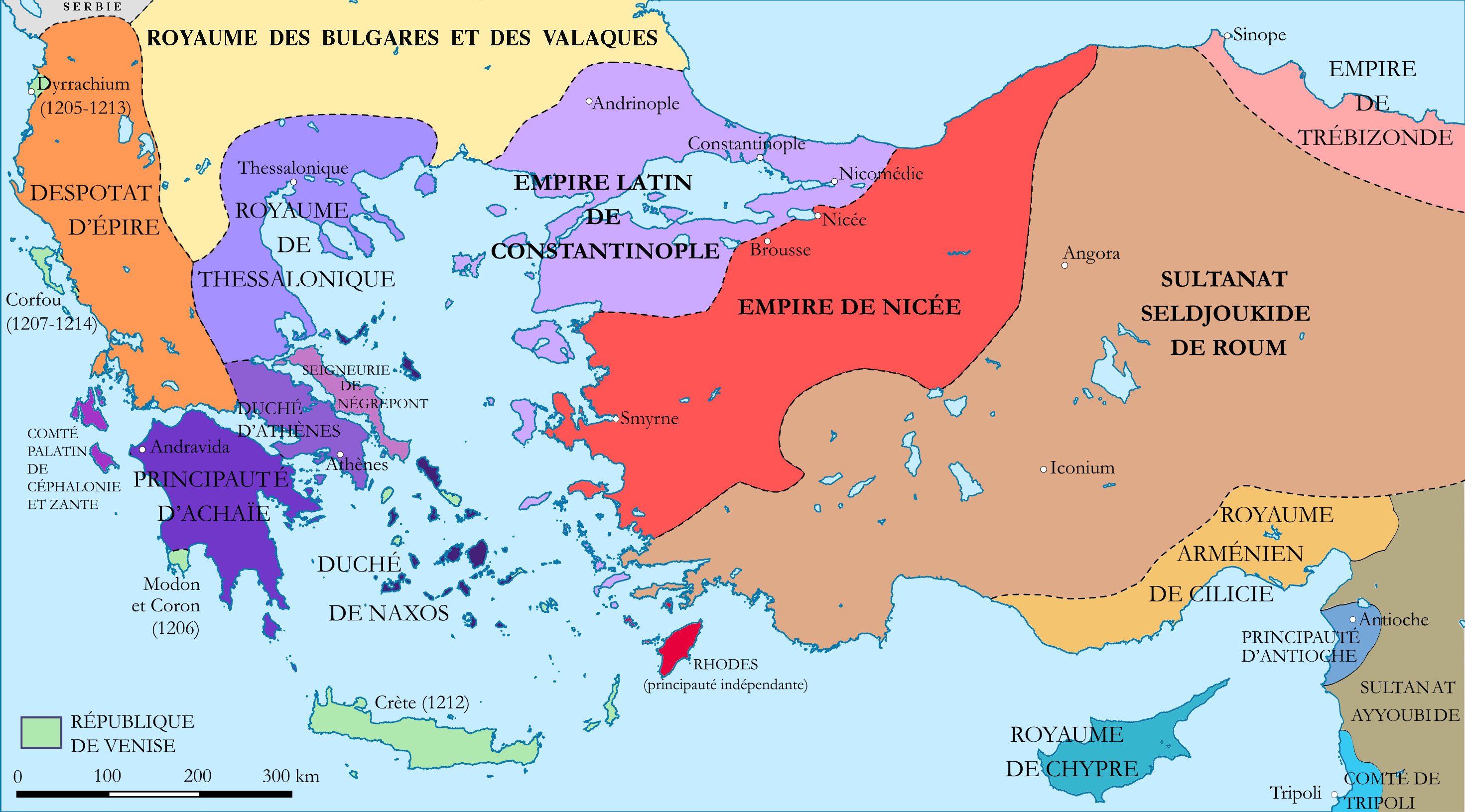
Tereny upadłego Cesarstwa Bizantyńskiego ok. 1222 r.

Był zięciem cesarza Aleksego III. Odznaczył się podczas oblężenia Konstantynopola przez wojska IV wyprawy krzyżowej (1203–1204). Po zdobyciu miasta przez krzyżowców zebrał pozostałych żołnierzy w Bitynii i osiedlił się w mieście Nicei, która stała się teraz nową stolicą. W 1204 został pokonany przez krzyżowców, ale z powodu najazdu Bułgarów musieli oni wrócić do Europy. Utworzył w Azji Mniejszej, Cesarstwo Nicejskie i w 1206 przyjął tytuł cesarza. W 1211 odniósł zwycięstwo nad Seldżukami w bitwie nad rzeką Meander.
Jego pierwszą żoną była Anna, córka Aleksego III Angelosa. Z tego małżeństwa miał trzy córki: 
- Irenę Laskarinę, późniejszą żonę Andronika Paleologa, a potem Jana III Watatzesa[1],
- Marię Laskarinę, późniejszą żonę króla Węgier Beli IV,
- Eudoksję Laskarinę, zaręczoną z cesarzem łacińskim – Robertem de Courtenay.

Gdy Anna umarła w 1212, ożenił się z Filippą, córką króla Armenii Rubena III. Małżeństwo to było anulowane rok później, a syn Konstantyn został wydziedziczony. Trzecią jego żoną była Maria de Courtenay, córka cesarza Piotra II de Courtenay i cesarzowej-regentki Jolanty Flandryjskiej. Z tego małżeństwa nie miał żadnych dzieci.